# Igualdad Animal
Igualdad Animal es una organización sin ánimo de lucro de carácter internacional de origen español que se enmarca dentro del movimiento abolicionista por los derechos de los animales. Este planteamiento le lleva a cuestionar el especismo, la utilización que se hace de los animales así como el estatus de propiedad que tienen. La organización está actualmente presente en España, Inglaterra, Alemania, Francia, los Estados Unidos, México, Colombia, Venezuela, el Perú, Brasil, Argentina, la India e Italia.
El objetivo de Igualdad Animal es "concienciar a la sociedad sobre la injusticia que supone discriminar los intereses del resto de animales en función de su especie, así como sobre el daño que se causa al resto de animales al usarlos como comida, entretenimiento, sujetos de experimentación o vestimenta.
Esta organización realiza actos en la calle para promover el respeto a los animales. Asimismo, han llevado a cabo varias acciones con una cierta repercusión mediática, como un encadenamiento a un matadero un rescate abierto de seis cerdos y una investigación sobre los mataderos de España. También se han descolgado de un Toro de Osborne y de la plaza de toros de Las Ventas en Madrid. En junio de 2008, realizaron dos acciones conjuntas en la plaza de toros La Monumental de Barcelona: mientras dos activistas se descolgaban de la fachada, cuatro más saltaban al ruedo después de que muriera uno de los toros. En julio de 2008 Igualdad Animal presentó una investigación en la que varios activistas entraron en una granja de la empresa Campofrío, recogiendo dieciséis cadáveres de cerdos, que posteriormente fueron llevados a la oficina de dicha empresa.

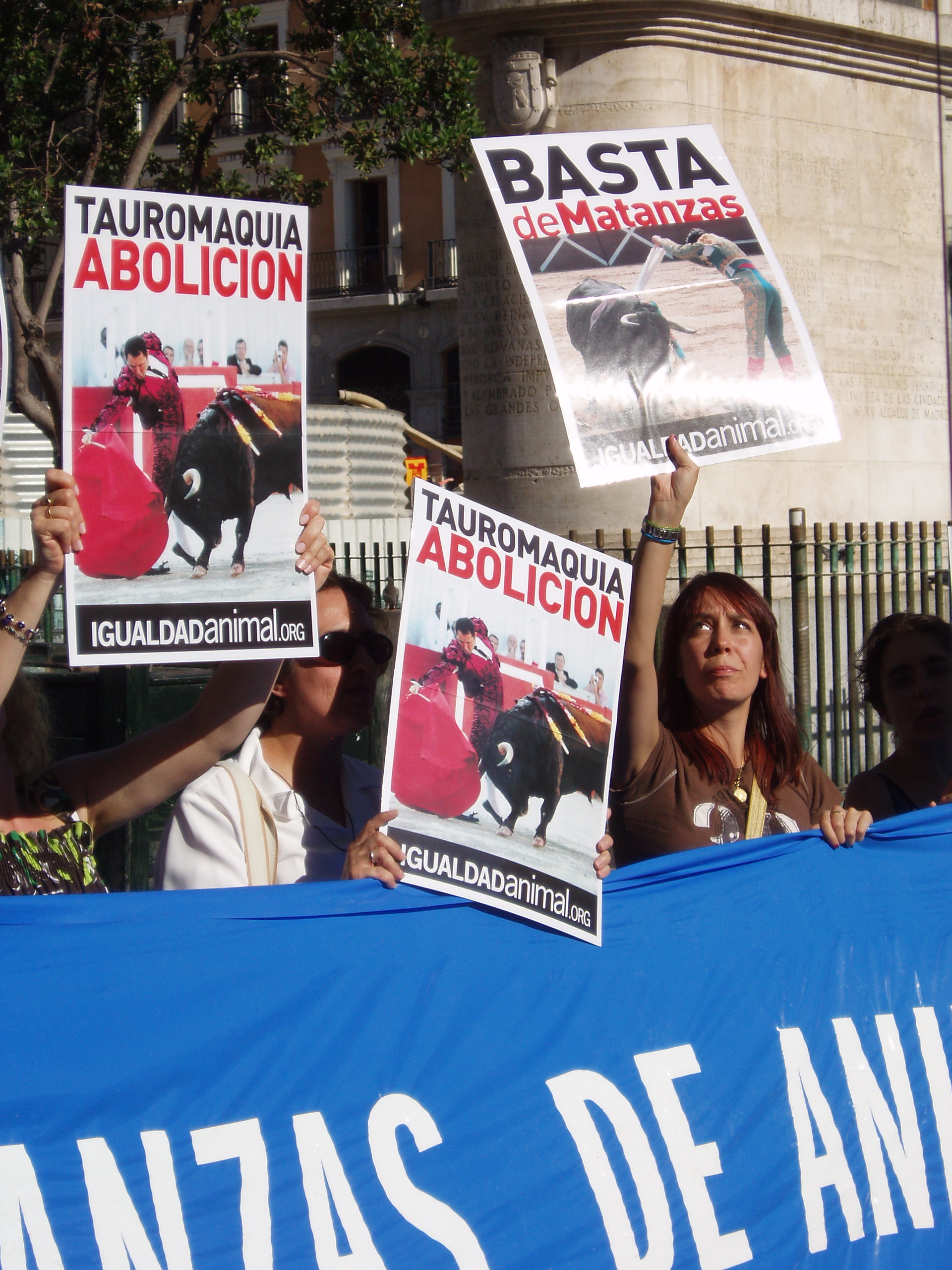
Madrid, 2007

El 21 de enero de 2009, Telecinco retransmitió en el programa "Diario de" imágenes del asalto al ruedo realizado Igualdad Animal en Zaragoza y su incursión en una nave industrial, con 40.000 gallinas para denunciar su explotación así como los momentos previos a estas acciones.
En junio de 2009, publicaron un anuncio como replica al anuncio de Campofrio que hacia burla del vegetarianismo.
En mayo de 2010, presentaron una exhaustiva investigación sobre las granjas de cerdos de España. Realizada en más de dos años y documentando 172 granjas de toda España, este trabajo conforma la mayor investigación sobre explotación animal realizada hasta la fecha en España.[cita requerida]
El 7 de septiembre de 2011, los principales medios de comunicación españoles informaron de la denuncia hecha a 8 zoológicos españoles por maltrato animal.
El 12 de febrero de 2012, Igualdad Animal presenta su primera investigación en el Reino Unido (Inglaterra). Un activista de la organización estuvo infiltrado durante dos meses en la granja Harling perteneciente a A. J. Edwards & Hijos en Norfolk de "Calidad Asegurada" y asociada al sello "Red Tractor". La investigación tuvo un importante eco en los medios de comunicación ingleses, saliendo en la BBC.
Campañas
Durante los últimos años, la organización ha llevado a cabo varias campañas para lograr mejoras en las vidas de millones de animales. Algunos ejemplos son la lucha por el fin de las jaulas de gallinas ponedoras, activa desde 2017, o la campaña para lograr el fin de la producción de foie gras. 
En otros países como México, se lleva a cabo la campaña contra el maltrato y crueldad animal, incluida la venta ilegal de animales en el establecimiento del Mercado de Sonora. Entre otras campañas llevadas a cabo en este país.
Logros
Para el director de 'Igualdad Animal', Javier Moreno, el mayor logro ha sido "llegar a acuerdos con muchísimas empresas en España para que dejen de vender huevos de gallinas enjauladas". Según un estudio publicado por la Comisión Europea sobre el sector avícola en la UE, España es en 2022 el cuarto país con mayor producción de huevos de toda la comunidad europea, y el 80% de esos huevos han sido puestos por animales que han estado permanentemente enjaulados hasta su muerte.
En España, varias empresas han manifestado y hecho efectivo su compromiso por el fin del uso o la comercialización de huevos de gallinas enjauladas, como los supermercados Aldi y Lidl, o los establecimientos Starbucks, entre muchos otros más.